# セルティックスウィング
セルティックスウィング (Celtic Swing) またはケルティックスウィングは、イギリスの競走馬。
イギリス、フランス、アイルランドで出走し通算7戦5勝。1994年のカルティエ賞最優秀2歳牡馬を受賞し、1995年にジョッケクルブ賞（フランスダービー）を優勝した。現役引退後は種牡馬となった。

## 戦績
1994年7月16日にデビューすると、デビュー戦は4馬身差、2戦目のハイペリオンステークスでは2着のシングスピールに8馬身差の圧勝。そして、10月22日に行われたイギリスのG1レーシングポストトロフィー（ドンカスター競馬場芝8ハロン）では、2着のアヌスミラビリスに12馬身差をつける圧勝で、この活躍でカルティエ賞最優秀2歳牡馬に選出された。2歳のフリーハンデでは、アラジと同じ歴代2位の130ポンドが与えられ、陣営は「ニジンスキー以来の三冠馬を目指す。」と発表。イギリスのブックメーカーも三冠達成に軒並み比較的低倍率のオッズを付け、期待は高まった。
3歳戦はクラシック前哨戦・G3グリーナムステークスに出走。バーリに1馬身1/4差と詰められたがデビューから4連勝で三冠第一関門・2000ギニー（ニューマーケット競馬場芝8ハロン）に出走。フランスの2歳チャンピオン・ペニカンプの挑戦を受けた。やや出遅れたものも中団でレースを進め、先に仕掛けたところをペニカンプが交わし、差し返したがアタマ差及ばず三冠挑戦は第一関門で潰えた。
エプソムダービーに本命として向かったペニカンプに対し、追加登録料を払ってジョッケクルブ賞（フランスダービー）に出走。都落ちのような印象を受けたが、馬場が堅くなることが予想されたエプソムダービーを回避してこちらに回ったのは正解で、半馬身差という辛勝であったが勝利を収めた。
陣営は、一時は日本でいう連闘で翌週のエプソムダービー出走も考えたがさすがに撤回。本命として出走したペニカンプは、レコード勝ちしたラムタラから20馬身以上離された11着に終わり、しかもレース後に故障を発症していたことが判明し、そのまま引退となった。
一方のセルティックスウィングはその後、アイリッシュダービーに出走するが、ジョッケクルブ賞で負かしたウイングドラヴの8着に敗れ、レース後に故障が判明。翌年も現役を続行するが、復帰が叶わずそのまま引退となった。結局、同世代の最大の大物ラムタラをはじめ、主に古馬となってから活躍したスウェイン、ピルサドスキー、ペンタイアらとは未対決であった。

## 種牡馬として
1997年より種牡馬入り。ヨーロッパとオセアニアを行き来するシャトルサイヤーとして活躍。
フランス産馬のシックスパーフェクションズ（2000年生まれ、牝馬）はマルセルブサック賞を勝ち、父同様カルティエ賞（最優秀2歳牝馬）を受賞。3歳では、1000ギニー・アイリッシュ1000ギニーはいずれも2着に敗れたが、ジャックルマロワ賞とブリーダーズカップ・マイルを勝った。
オーストラリア産馬のテイクオーバーターゲット（1999年9月27日生まれ、騸馬）はデビューは2004年と遅れたが、同年にG1サリンジャーステークスを優勝。2006年には日本のスプリンターズステークスを優勝。短距離のG1を5勝した。

## 競走成績
| 出走日     | 競馬場           | 競走名            | 格 | 距離    | 着順 | 騎手       | 着差     | 1着（2着）馬        |
| ---------- | ---------------- | ----------------- | -- | ------- | ---- | ---------- | -------- | ------------------- |
| 1994.07.16 | エアー           | 未勝利            |    | 芝7f    | 1着  | K.ダーレイ | 4馬身    | （Eight Sharp）     |
| 1994.10.08 | アスコット       | ハイペリオンS     |    | 芝7f    | 1着  | K.ダーレイ | 8馬身    | （Singspiel）       |
| 1994.10.22 | ドンカスター     | レーシングポストT | G1 | 芝8f    | 1着  | K.ダーレイ | 12馬身   | （Annus Mirabilis） |
| 1995.04.22 | ニューベリー     | グリーナムS       | G3 | 芝7f    | 1着  | K.ダーレイ | 1馬身1/4 | （Bahri）           |
| 1995.05.06 | ニューマーケット | 英2000ギニー      | G1 | 芝8f    | 2着  | K.ダーレイ | アタマ   | Pennekamp           |
| 1995.06.04 | シャンティイ     | 仏ダービー        | G1 | 芝2400m | 1着  | K.ダーレイ | 1/2馬身  | （Poliglote）       |
| 1995.07.02 | カラ             | 愛ダービー        | G1 | 芝12f   | 8着  | K.ダーレイ | 7馬身    | Winged Love         |

## 血統表
| Celtic Swingの血統ミスタープロスペクター系・ネイティヴダンサー系 / Court Martial 4×5=9.38%（母内）、Owen Tudor 5×5=6.25%（母内）、Fair Trial 5×5=6.25%（母内） | Celtic Swingの血統ミスタープロスペクター系・ネイティヴダンサー系 / Court Martial 4×5=9.38%（母内）、Owen Tudor 5×5=6.25%（母内）、Fair Trial 5×5=6.25%（母内） | Celtic Swingの血統ミスタープロスペクター系・ネイティヴダンサー系 / Court Martial 4×5=9.38%（母内）、Owen Tudor 5×5=6.25%（母内）、Fair Trial 5×5=6.25%（母内） | （血統表の出典）    | （血統表の出典） |
| 父 *ダミスター Damister 1982 鹿毛 | 父の父Mr.Prospector 1982 鹿毛 | Raise a Native | Native Dancer       | Native Dancer    |
| 父 *ダミスター Damister 1982 鹿毛 | 父の父Mr.Prospector 1982 鹿毛 | Raise a Native | Raise You           |                  |
| 父 *ダミスター Damister 1982 鹿毛 | 父の父Mr.Prospector 1982 鹿毛 | Gold Digger | Nashua              | Nashua           |
| 父 *ダミスター Damister 1982 鹿毛 | 父の父Mr.Prospector 1982 鹿毛 | Gold Digger | Sequence            |                  |
| 父 *ダミスター Damister 1982 鹿毛 | 父の母Batucada 1969 鹿毛 | Roman Line | Roman               | Roman            |
| 父 *ダミスター Damister 1982 鹿毛 | 父の母Batucada 1969 鹿毛 | Roman Line | Lurline B.          |                  |
| 父 *ダミスター Damister 1982 鹿毛 | 父の母Batucada 1969 鹿毛 | Whistle a Tune | Double Jay          | Double Jay       |
| 父 *ダミスター Damister 1982 鹿毛 | 父の母Batucada 1969 鹿毛 | Whistle a Tune | Siama               |                  |
| 母 Celtic Ring 1984 鹿毛 | 母の父Welsh Pageant 1966 鹿毛 | Tudor Melody | Tudor Minstrel      | Tudor Minstrel   |
| 母 Celtic Ring 1984 鹿毛 | 母の父Welsh Pageant 1966 鹿毛 | Tudor Melody | Matelda             |                  |
| 母 Celtic Ring 1984 鹿毛 | 母の父Welsh Pageant 1966 鹿毛 | Picture Light | Court Martial       | Court Martial    |
| 母 Celtic Ring 1984 鹿毛 | 母の父Welsh Pageant 1966 鹿毛 | Picture Light | Queen of Light      |                  |
| 母 Celtic Ring 1984 鹿毛 | 母の母Pencuik Jewel 1974 鹿毛 | Petingo | Petition            | Petition         |
| 母 Celtic Ring 1984 鹿毛 | 母の母Pencuik Jewel 1974 鹿毛 | Petingo | Alcazar             |                  |
| 母 Celtic Ring 1984 鹿毛 | 母の母Pencuik Jewel 1974 鹿毛 | Fortheringay | Right Royal         | Right Royal      |
| 母 Celtic Ring 1984 鹿毛 | 母の母Pencuik Jewel 1974 鹿毛 | Fortheringay | La Fresnes F-No.8-c |                  |

### 血統背景
- 父・ダミスターはイギリス・アイルランド・フランス・アメリカで走り通算16戦4勝。主な勝ち鞍はダンテステークスG2（10.5ハロン）、グレートヴォルティジュールG2（12ハロン）、クラシックトライアルG3（10ハロン）。他にエプソムダービー・アイリッシュダービー各3着、ブリーダーズカップ・ターフ2着。1994年に輸入され、日本での代表産駒にトロットスター。
- 母のいとこにムーンマッドネス・シェリフズスター兄弟（いずれも輸入種牡馬）。

## 馬名
馬名のCeltic Swingのうち「Celtic」部分は、日本では「セルティック」「ケルティック」両方の表記がみられる。
「Celtic」は「ケルト人の」を意味する語だが、小学館の『プログレッシブ英和中辞典』によれば、イングランド・ウェールズではK音（ケルティック）、スコットランドではS音（セルティック）と読むことが多いとされている。イギリスやアメリカでも、「Celt」を「K音（ケルト）」と読むか「C音（セルト）」と読むかはしばしば議論の種になる。
日本では、国際競走への出走や種牡馬用途などで、一度でも日本国内に入ったものは公式にカタカナ登録名が定められるが、2015年4月時点では本馬は日本にやってきたことがなく、公式なカタカナ表記は存在しない。日本国内で軽種馬の馬名管理を行う公式馬名を定めるジャパン・スタッドブック・インターナショナル（旧日本軽種馬登録協会）や日本軽種馬協会によるデータベース(JBIS)では「Celtic Swing」としか登録されていない。
ただし、ジャパン・スタッドブック・インターナショナルの公式サイト内のニュース記事などでは「セルティックソング」表記が使われている事例を散見できるほか、JRA公式サイト内でも「セルティックソング」表記がみられる。
本馬とは直接の関連はないが、1960年のベルモントステークス優勝馬Celtic Ashや1965年のシャンペンステークス勝馬Celtic Songは日本に輸入されて種牡馬になり、それぞれ「セルティックアッシュ」「セルティックソング」と公式登録された。
一方、サラブレッド血統センターの『日本の種牡馬録8』（1998年）や競馬通信社の『ミスタープロスペクター事典』（1999年）では「ケルティックスウィング」、山野浩一による『全日本フリーハンデ1995-1996』（1998年）では「ケルティックスィング」など、同時代の文献では「ケルティック」（K音）を採用している。